# トニーフランク
トニーフランク（1990年3月20日 - ）は、日本のお笑いタレント。吉本興業東京本社所属。本名・久間隆司。旧芸名・馬と魚（うまとさかな）。

## 来歴・人物
兵庫県出身。血液型AB型。吉本総合芸能学院大阪校34期生出身。大阪吉本で活動していたが、2019年6月に東京に移籍。
自分の顔が馬と魚に似ているからという理由でNSC時代より「馬と魚」という芸名を名乗っていたが、コンビと間違われることがある・愛称が付けづらいなどの理由により、東京進出から3か月経った2019年9月に「トニーフランク」に改名（トニー・ベネットとフランク・シナトラに由来）。
R-1ぐらんぷり2014 準優勝。
ZAZYとのコンビ「スプリングシュリンプ」でM-1グランプリ2020に出場し、準々決勝に進出。
2021年5月、テレビアニメ『オッドタクシー』第6話スペシャルエンディングとして2019年発表の楽曲『壁の向こうに笑い声を聞きましたか』が起用され、コラボレーションミュージックビデオが製作された。起用は脚本の此元和津也の推薦によるもの。

## 芸風
- ギターを弾きながらの歌ネタで主に活動。もしも有名アーティストが桃太郎をテーマに曲を作ったら、こんな風になるのではないかと妄想して作詞した曲（文体模写）や、もしもあの大物芸人と仲が良かったらこんなことを言ってもらえるのではないかと妄想して作詞した曲を歌うネタを披露する。
- 以下は上記の文体模写芸にて題材にされるアーティストの一例である。
  - コブクロ
  - ASIAN KUNG-FU GENERATION
  - 竹原ピストル
  - サザンオールスターズ
  - ももいろクローバーZ
  - 星野源
  - POLYSICS
  - Mr.Children
  - 奥田民生
  - aiko

## ディスコグラフィー

### 配信限定シングル
| 発売日         | タイトル                         | レーベル        |
| -------------- | -------------------------------- | --------------- |
| 2018年6月27日  | GOAL!                            | YOSHIMOTO MUSIC |
| 2019年12月18日 | 壁の向こうに笑い声を聞きましたか | YOSHIMOTO MUSIC |
| 2022年5月18日  | 喫茶店のモーニングで             | YOSHIMOTO MUSIC |

## 出演

### テレビ
- R-1ぐらんぷり2014 決勝戦（2014年3月4日、関西テレビ・フジテレビ系）
- 笑い飯のおもしろテレビ（サンテレビ）
- なるみ・岡村の過ぎるTV（朝日放送）
- ギョクセキっ!（関西テレビ）
- くせになるややこしさ ブラックマヨネーズのハテナの缶詰（読売テレビ）
- オールザッツ漫才（2013年12月29日、毎日放送）
- ぐるナイおもしろ荘 若手にチャンスと愛を誰か売れて頂戴SP!!（2014年1月1日、日本テレビ）
- さんまのまんま -新春大売り出し!-（2014年1月2日、フジテレビ）
- 新春!芸人ブローカー（2014年1月3日、関西テレビ）
- ダウンタウンのガキの使いやあらへんで!!（2014年1月26日、日本テレビ） - 『山-1グランプリ』出演
- 朝生ワイド す・またん!（2014年3月6日、読売テレビ）
- MUSIC EDGE + Osaka Style（2014年4月1日、毎日放送）
- ぐるぐるナインティナイン（2014年4月10日、日本テレビ）
- 音楽ノチカラ（2014年5月1日、読売テレビ）
- おはスタ（2014年4月28日・5月9日・20日、テレビ東京）
- ミュージャック（2014年6月7日・14日、関西テレビ）
- ナカイの窓（2014年6月19日・11月12日、日本テレビ）
- バイキング（2014年7月7日、フジテレビ）
- エンタの神様（2014年7月28日、日本テレビ） - 『大爆笑の最強ネタ大大連発SP』で初出演、キャッチコピーは「妄想の作詞家」
- 爆笑そっくりものまね紅白歌合戦スペシャル（2019年9月6日、フジテレビ）

### ラジオ
- 松井愛のすこ〜し愛して★（MBSラジオ）
- ぴーたんぱん（MBSラジオ）
- BEHIND THE MELODY ～FM KAMEDA（J-WAVE）